# Дравський-Млин
Дравський-Млин (пол. Drawski Młyn, нім. Dratzigmühle) — село в Польщі, у гміні Дравсько Чарнковсько-Тшцянецького повіту Великопольського воєводства.
Населення — 1059 осіб (2011).
У 1975-1998 роках село належало до Пільського воєводства.

## Демографія
Демографічна структура станом на 31 березня 2011 року:
|          | Загалом | Допрацездатний вік | Працездатний вік | Постпрацездатний вік |
| -------- | ------- | ------------------ | ---------------- | -------------------- |
| Чоловіки | 515     | 113                | 371              | 31                   |
| Жінки    | 544     | 104                | 343              | 97                   |
| Разом    | 1059    | 217                | 714              | 128                  |